# Лоши момчета: Всичко или нищо
„Лоши момчета: Всичко или нищо“ (на английски: Bad Boys: Ride or Die) е американска екшън комедия от 2024 г. на режисьорите Адил ел Арби и Билал Фалах по сценарий на Крис Бремнър. Продуциран от Кълъмбия Пикчърс, Дон Симпсън/Джери Брукхаймър Филмс, Уестбрук Студиос и 2.0 Ентъртейнмънт и разпространен от Сони Пикчърс Релийзинг, филмът е продължение на „Лоши момчета завинаги“ (2020) и четвъртият и последният филм от поредицата „Лоши момчета“. Уил Смит, Мартин Лоурънс, Ванеса Хъджинс, Александър Лудвиг, Паола Нунес, Джейкъб Скипио, Джо Пантолиано и Джи Джей Калед потварят ролите си от предишния филм, докато Таша Смит заема ролята на Тереза Бърнет от Тереза Рандъл, която преди играеше героинята от предишните три филма. Новият актьорски състав включва Ерик Дейн, Йоан Гръфъд, Мелани Либърд и Тифани Хадиш.
Премиерата на филма се състои в „Кока-Кола Арена“, Дубай на 22 май 2024 г., и излиза по кината в Съединените щати на 7 юни 2024 г. от „Сони Пикчърс Релийзинг“.

## Снимачен процес
Снимките на филма започват на 3 април 2023 г. в Атланта, Джорджия и Маями, Флорида, и приключват на 4 март 2024 г.

## Маркетинг
Първият трейлър на филма излезе на 26 март 2024 г.